# Premilcuore
Premilcuore (Premaicur in romagnolo) è un comune italiano di 684 abitanti della provincia di Forlì-Cesena in Emilia-Romagna.

## Geografia fisica
Centro silvo-pastorale dell'Appennino forlivese, nell'alta valle del fiume Rabbi, sorge sulle pendici nord-occidentali del monte Arsiccio (m.762).
Nel territorio comunale è presente il Parco nazionale delle Foreste Casentinesi, Monte Falterona e Campigna e al suo interno c'è il  Monte Tiravento (m. 1.043).

## Storia
La prima traccia di Premilcuore è attestata da un documento del 1124 che ne descrive la cessione da Calisto II a favore dell'abbazia di San Benedetto in Alpe. I primi toponimi furono  Castrum Premalchorii, Premilcori e Planicori. Nel 1191 Enrico IV lo assegnava alla famiglia dei Guidi di Modigliana ai quali veniva confermato nel 1220 dall'imperatore Federico II i quali costruirono il Castello dell'Ontaneta. Nel 1231 Premilcuore risulta possesso di Tegrimo Guidi. Il castello rimaneva possesso della famiglia Guidi fino al 1330, anno durante il quale passò di possesso alla chiesa forlimpopolese il quale lo girò alla Santa Sede.
Nel 1371 il cardinale Anglico de Grimoard nella sua Descriptio Romandiolae descrive come il Castrum Premilcori, unitamente alla rocca, alla torre e a 25 focolari, possesso del Vicariato ecclesiastico delle Fiumane: Castrum Premalcori est in quadam valle super flumen Raibor, super quodam sasso super strata magistra, qua itur in Tusciam, habet Roccham et Turrim fortissimam, ad cujus custodiam moratur unus castellanus pro Ecclesia. Dictum castrum confinat cum Castro Alpium, Buchono et Monte Vecchio. L'anno seguente, il 1372, la Santa Sede infeudò il castello in favore di Amerigo Manfredi di Marradi al quale fu sottratto dai fiorentini nel 1375. Nel 1424  fu occupato da Filippo Maria Visconti che poi fu costretto ricederlo in breve tempo. Nel 1499 se ne impossessò Caterina Sforza la quale si apprestava a difendersi dall'attacco di Cesare Borgia. A causa del tradimento del castellano tornò definitivamente a Firenze.
Il 25 luglio 1859 fu annesso al nascente stato italiano rimanendo in provincia di Firenze fino al 1923, anno durante il quale ne fu deciso lo spostamento nella provincia di Forlì.

### Simboli
Lo stemma del comune, concesso con decreto del presidente della Repubblica del 4 novembre 2003, è un'arma parlante.
Il gonfalone è un drappo di rosso con la bordatura di azzurro.

## Monumenti e luoghi d'interesse
La pieve di San Martino in Alpe, fuori dal borgo, è tutt'oggi la chiesa più importante. Di origine medievale, ma risalente nelle forme attuali al 1526, custodisce una croce di ambito toscano del Quattrocento, pale dei secoli XVII e XVIII, tra le quali la Madonna del Carmine di Jacopo Vignali, e notevoli paramenti sacri.
In paese è l'oratorio di San Lorenzo, di origine medievale, che oggi si presenta nella sua veste settecentesca e al cui altare è una Madonna del Rosario, pala di Francesco Curradi.
La Rocca di Premilcuore costruita nel medioevo dai Conti Guidi del ramo di Modigliana, conserva solo parzialmente le sue strutture, soprattutto a causa del terremoto del 1661.
Sempre fuori del borgo, nel rione Balducce, è l'oratorio della Beata Vergine delle Grazie o del Mogio, del 1754. All'interno conserva una pala con la Beata Maria Vergine con San Giuseppe e San Giovannino, del 1644 e dipinta da Francesco Corsini.
Il Ponte Nuovo, struttura di origine romanica che attraversa il fiume Rabbi, sorge a pochi chilometri da Premilcuore.

## Società

### Evoluzione demografica
Abitanti censiti

### Etnie e minoranze straniere
Secondo i dati ISTAT al 31 dicembre 2010 la popolazione straniera residente era di 121 persone. Le nazionalità maggiormente rappresentate in base alla loro percentuale sul totale della popolazione residente erano:
- Romania 53 6,43%
- Marocco 29 3,52%
- Polonia 15 1,82%
- Albania 11 1,33%

## Amministrazione
| Periodo | Periodo   | Primo cittadino    | Partito         | Carica  | Note   |
| ------- | --------- | ------------------ | --------------- | ------- | ------ |
| 1990    | 1995      | Luigi Capacci      | Centro-sinistra | Sindaco | [ 14 ] |
| 1995    | 2004      | Francesco Milanesi | Centro-sinistra | Sindaco | [ 14 ] |
| 2004    | 2014      | Luigi Capacci      | Centro-sinistra | Sindaco | [ 14 ] |
| 2014    | 2019      | Marco Menghetti    | Centro-sinistra | Sindaco | [ 14 ] |
| 2019    | 2024      | Ursula Valmori     | Centro-destra   | Sindaco | [ 14 ] |
| 2024    | in carica | Sauro Baruffi      | Centro-destra   | Sindaco | [ 14 ] |